# Енактаево
Енактаево (баш. Янаҡтай, луговомар. Чормак) — деревня в Краснокамском районе Башкортостана, входит в состав Кариевского сельсовета. Находится на реке Берёзовка.

## Население
| 2002 | 2009 | 2010 |
| ---- | ---- | ---- |
| 124  | ↗132 | ↘96  |

Национальный состав
Согласно переписи 2002 года, преобладающие национальности: мари (70 %), марий (26 %)". Соответственно, имеется какая-то ошибка. Это одно и то же множественное и одиночное.

## Географическое положение
Расстояние до:
- районного центра (Николо-Берёзовка): 23 км,
- центра сельсовета (Кариево): 5 км,
- ближайшей ж/д станции (Нефтекамск): 18 км.

## Известные уроженцы
- Юзыкайн, Александр Михайлович (12 марта 1929 — 17 декабря 1996) — марийский писатель, Заслуженный работник культуры МАССР (1984), Народный писатель Марий Эл (1996)[5].